# 순창 만일사비
순창 만일사비(淳昌 萬日寺碑)는 대한민국 전북특별자치도 순창군 만일사에 있는 조선시대의 비석이다. 2017년 11월 3일 전라북도의 유형문화재 제251호로 지정되었다.

## 개요
만일사는 대한불교조계종 제24교구 선운사의 말사로 구림면 안정리 회문산 자락에 자리 잡고 있고, ‘만일사 비’와 1760년(영조 36년)에 간행된 『옥천군지(玉川郡誌)』에 의하면 백제시대에 건립된 천년고찰로 전해지고 있으며, 지난 1988년 전통사찰 제65호로 지정되었다.
특히 태조 이성계의 스승인 무학대사가 이 절을 중창하고, 만일(萬日)동안 이성계의 임금 등극을 기원했기 때문에 ‘만일사’라 칭해졌다는 이야기와 남원에서 황산대첩(荒山大捷)으로 왜구를 토벌한 이성계가 전주 오목대로 귀환하기 전 무학대사를 만나기 위해 만일사로 가는 도중 민가에서 먹은 고추장 맛에 반해 임금이 된 후 궁중 진상품으로 올리게 했다는 설화는 전국적으로 유명하다. 또한 지난 2014년 KBS(한국방송)에서 인기리에 방영된 대하드라마 ‘정도전’에도 이 설화가 소개되면서 많은 관광객이 탐방하는 명소가 되었고, 전라북도에서는 도내에 산재한 이성계 관련 유적과 다른 관광지를 연계한 관광 상품인 ‘태조 이성계 관광 프로젝트’사업을 개발하여 운영하기도 한 바 있다.
한편 지난 2003년 예원예술대학교 전북역사문화연구소가 실시한 탁본 및 연구조사에 의하면 만일사 비에는 정유재란으로 소실되었던 만일사를 지홍대사(智弘大師)와 원측대사(元測大師)가 1658년(효종 9년)에 중건하였다고 기록되어 있다. 이후 만일사는 조선시대와 일제강점기를 거치면서 수많은 고승과 문인이 수도하였으나, 6.25 한국전쟁 때 소실되었다가 1954년에 재건되어 지금에 이르고 있다. 현재 자영 스님이 주지로써 운영하고 있으며, 경내엔 대웅전, 삼성각, 무설당, 일주문, 비각, 종각, 요사채, 순창고추장 시원지 전시관 등으로 구성되어 있다.

## 참고 문헌
- 순창 만일사비 - 국가유산청 국가유산포털